# Стів Джокс
Стівен Мартін Джокс (нар. 23 липня 1981 року), також відомий як Stevo 32 або просто Stevo.) — барабанщик канадського поп-панк-гурту Sum 41.

## Життєпис
Він народився у місті Аякс, Онтаріо. Має старшу сестру Дженн. У 1993 році зустрів майбутнього фронтмена Sum 41 Дерріка Уіблі. Вони стали першими двома учасниками гурту, утвореного з кількох конкуруючих гуртів 31 липня 1996 року. Стів є наймолодшим у групі. Маркою його ударної установки є Drum Workshop а паличок — Vic Firth. Джокс у жартівливому перевтіленні гурту Sum 41 Pain for Pleasure грає Пейна. Він також з'являвся в MTV Cribs.
У Sum 41 він відомий своєю балакучістю та «туалетним» гумором в інтерв'ю. Він є одним з найбалакучіших учасників гурту і часто розглядається як фронтмен групи через його видатну особистість і найактивнішу участь у інтерв'ю.
Він також є однією з найсуперечливіших персон як один з лідерів Punk Voter і один з найвідоміших артистів, що виступають проти Джорджа Буша. Він часто говорить про політику у своїх інтерв'ю.
Крім ударних, Стів грає на фортепіано. Він також є основним вокалістом у Pain For Pleasure і співає половину тексту у більш хіп-хоп-орієнтованих піснях Sum 41. Грав на ударних у власному проекті Джейсона МакКесліна під назвою The Operation.
Нещодавно був режисером кліпу гурту The Midway State, що називався «Change For You».